# Challenger de Bania Luka
El Challenger de Bania Luka  (Banja Luka Challenger) es un torneo profesional de tenis disputado en pistas de polvo de ladrillo.Pertenece al ATP Challenger Series. Se juega desde el año 2002 sobre tierra batida , en Bania Luka, Bosnia y Herzegovina.

## Palmarés

### Individuales
| Año  | Campeón                 | Finalista             | Resultado          |
| ---- | ----------------------- | --------------------- | ------------------ |
| 2022 | Fábián Marozsán         | Damir Džumhur         | 6–2, 6–1           |
| 2021 | Juan Manuel Cerúndolo   | Nikola Milojević      | 6–3, 6–1           |
| 2020 | No Celebrado            | No Celebrado          | No Celebrado       |
| 2019 | Tallon Griekspoor       | Sumit Nagal           | 6–2, 6-3           |
| 2018 | Alessandro Giannessi    | Carlos Berlocq        | 6–7(6–8), 6–4, 6–4 |
| 2017 | Maximilian Marterer     | Carlos Taberner       | 6–1, 6–2           |
| 2016 | Adam Pavlásek           | Miljan Zekić          | 3-6, 6–1, 6–4      |
| 2015 | Dušan Lajović           | Victor Hănescu        | 7-6(7–5), 7-6(7–5) |
| 2014 | Viktor Troicki          | Albert Ramos          | 7-5, 4-6, 7-5      |
| 2013 | Aljaž Bedene            | Diego Schwartzman     | 6-3, 6-4           |
| 2012 | Victor Hănescu          | Andreas Haider-Maurer | 6–4, 6–1           |
| 2011 | Blaž Kavčič             | Pere Riba             | 6–4, 6–1           |
| 2010 | Marsel İlhan            | Pere Riba             | 6–0, 7–64          |
| 2009 | Daniel Gimeno-Traver    | Julian Reister        | 6–4, 6–1           |
| 2008 | Ilija Bozoljac          | Daniel Gimeno-Traver  | 6–4, 6–4           |
| 2007 | Konstantinos Economidis | Iván Navarro          | 7–6, 6–4           |
| 2006 | Marco Mirnegg           | Nicolas Devilder      | 6–2, 6–4           |
| 2005 | Vasilis Mazarakis       | Viktor Troicki        | 6–2, 6–2           |
| 2004 | Yuri Schukin            | Werner Eschauer       | 7–6, 7–6           |
| 2003 | Mario Radić             | František Čermák      | 6–4, 6–3           |
| 2002 | Tomas Behrend           | Werner Eschauer       | no hubo ganador    |

### Dobles
| Año  | Campeones                                     | Finalistas                            | Resultado            |
| ---- | --------------------------------------------- | ------------------------------------- | -------------------- |
| 2022 | Vladyslav Manafov Oleg Prihodko               | Fabian Fallert Hendrik Jebens         | 6–3, 6–4             |
| 2021 | Antonio Šančić Nino Serdarušić                | Ivan Sabanov Matej Sabanov            | 6–3, 6–3             |
| 2020 | No Celebrado                                  | No Celebrado                          | No Celebrado         |
| 2019 | Sadio Doumbia Fabien Reboul                   | Sergio Galdós Facundo Mena            | 6–3, 7–6(7–4)        |
| 2018 | Andrej Martin Hans Podlipnik Castillo         | Laurynas Grigelis Alessandro Motti    | 7–5, 4–6, [10–7]     |
| 2017 | Marin Draganja Tomislav Draganja              | Danilo Petrović Ilija Vučić           | 6–4, 6–2             |
| 2016 | Roman Jebavý Jan Šátral                       | Andrea Arnaboldi Maximilian Neuchrist | 7–6(7–3), 4–6 [10–7] |
| 2015 | Ilija Bozoljac Flavio Cipolla                 | Jaroslav Pospíšil Jan Šátral          | 6-2, 7-5             |
| 2014 | Dino Marcan Antonio Šančić                    | Jaroslav Pospíšil Adrian Sikora       | 7–5, 6–4             |
| 2014 | Dino Marcan Antonio Šančić                    | Jaroslav Pospíšil Adrian Sikora       | 7-5, 6-4             |
| 2013 | Marin Draganja (2) Nikola Mektić              | Dominik Meffert Oleksandr Nedovyesov  | 6-4, 3-6, 10-6       |
| 2012 | Marin Draganja (1) Lovro Zovko                | Colin Ebelthite Jaroslav Pospíšil     | 6–1, 6–1             |
| 2011 | Marco Crugnola Rubén Ramírez Hidalgo          | Jan Mertl Matwé Middelkoop            | 7–63, 3–6, [10–8]    |
| 2010 | James Cerretani David Škoch                   | Adil Shamasdin Lovro Zovko            | 6–1, 6–4             |
| 2009 | Dustin Brown Rainer Eitzinger                 | Ismar Gorčić Simone Vagnozzi          | 6–4, 6–3             |
| 2008 | Attila Balázs Amir Hadad                      | Rameez Junaid Philipp Marx            | 7–5, 6–2             |
| 2007 | Alexander Krasnorutskiy Alexandre Kudryavtsev | Diego Junqueira Vladimir Obradović    | 6–2, 6–4             |
| 2006 | Joseph Sirianni Stefan Wauters                | Ivan Dodig Aleksandar Marić           | 6–4, 3–6, [10–4]     |
| 2005 | Flavio Cipolla Rainer Eitzinger               | Jeroen Masson Stefan Wauters          | 4–6, 6–3, 6–3        |
| 2004 | Jasper Smit Martín Vassallo Argüello          | no hubo finalista                     | no hubo ganador      |
| 2003 | Ionut Moldovan Yuri Schukin (2)               | Nikola Ćirić Goran Tošić              | 6–2, 7–5             |
| 2002 | Jaroslav Levinský Yuri Schukin (1)            | Juan Pablo Guzmán Daniel Orsanic      | 7–6, 7–5             |